# Андрићев венац
Андрићев венац је улица и градска четврт у граду Београду у општини Стари Град.

## Положај
Андрићев венац се налази у центру Београда, а оивичен је истоименом улицом Андрићев венац, као и улицама краља Милана и кнеза Милоша. Са његове јужне стране налази се градска четврт Лондон, са западне улица и градска четврт Теразијама, са источне Крунски венац, док се са његове северне стране налазе Пионирски парк и Трг Николе Пашића.

## О Андрићевом венцу
Кроз централни део ове градске четврти протеже се шеталиште од Пионирског парка до Улице краља Милана. Андрићев венац је добио име по српском књижевнику Иви Андрићу. На шеталишту се налазе клупе, фонтана и споменик Иви Андрићу. У стамбеној згради у улици Андрићев венац број 8, налази се спомен-музеј Иве Андрића, који је у саставу Музеја града Београда и отворен је 1976. године. На Андрићевом венцу се налази Нови двор у коме се налази седиште Председника Републике Србије. Ова грађевина је споменик културе под заштитом државе. Изграђена је у периоду од 1911. до 1922. године као двор Краља Александра I Карађорђевића. Двор је саграђен према пројекту архитекте Стојана Тителбаха (1877—1916) у академском маниру, са елементима ренесансне и барокне архитектуре, али је оригинални изглед временом измењен. У градској четврти Андрићев венац се налазе и два стабла кримске липе које спадају под заштиту природних добара Србије.

## Галерија
- Нови двор и парк
- Андрићев венац ноћу
- Споменик Иви Андрићу
- Два стабла кримске липе на Андрићевом венцу
- Рељеф на једној од зграда на Андрићевом венцу
- Поглед на улицу